# Tour de France 2023/20. Etappe
Die 20. Etappe der Tour de France 2023 fand am 22. Juli 2023 statt und führte die 110. Austragung in die Vogesen. Die Strecke startete in Belfort und führte über 133,5 Kilometer nach Le Markstein, das auf einer Höhe von 1192 Metern liegt. Zuvor mussten mit dem Ballon d’Alsace, Col de la Schlucht, Petit Ballon und Col du Platzerwasel vier Pässe überquert werden, die ebenfalls eine Höhe von über 1000 Metern aufweisen. Nach der Zielankunft hatten die Fahrer insgesamt 3290,5 Kilometer absolviert, was 96,6 % der Gesamtdistanz der Rundfahrt entspricht.
Etappensieger wurde der Slowene Tadej Pogačar (UAE Team Emirates), der sich im Sprint aus einer kleinen Gruppe durchsetzte. Jonas Vingegaard (Jumbo-Visma) verteidigte das Gelbe Trikot.

## Streckenführung
Der neutralisierte Start erfolgte in der Altstadt von Belfort vor dem Löwen von Belfort. Nachdem die Fahrer die Kathedrale von Belfort passiert hatten, verließen sie die Festungsanlage über das Porte de Brisach und fuhren entlang des Burggrabens in Richtung Westen. Über die D465 verließen sie den Startort in Richtung Norden, ehe das Rennen nach 6,4 Kilometern auf der D5 bei Valdoie freigegeben wurde.
Nach dem offiziellen Start führte die Strecke über Giromagny in Richtung Norden. Bereits nach rund 10 Kilometern begann die Straße das erste Mal zu steigen und führte für 11,5 Kilometer mit einer durchschnittlichen Steigung von 5,2 % auf den Ballon d’Alsace (1173 m), auf dem nach 24 Kilometern eine Bergwertung der 2. Kategorie abgenommen wurde. Die anschließende Abfahrt leitete die Fahrer nach Saint-Maurice-sur-Moselle, ehe kurz darauf bei Kilometer 37,2 der Zwischensprint in Fresse-sur-Moselle erfolgte. Kurz drauf bog die Strecke bei Le Thillot rechts ab und führte über den nicht-kategorisierten Col du Ménil (618 m) nach Cornimont, wo die Auffahrt auf den Col de la Croix des Moinats (891 m) begann. Dieser wies auf einer Länge von 5,2 Kilometern eine Durchschnittsteigung von 7 % auf und wurde als Anstieg der 2. Kategorie klassifiziert. Nachdem die Kuppe bei Kilometer 56,5 überquert worden war, folgte eine kurze Abfahrt nach La Bresse, das am Fuß des Col de Grosse Pierre (944 m) liegt. Die Kuppe des Passes der 2. Kategorie wurde bei Kilometer 64,9 erreicht, nachdem 3,2 Kilometer bei einer Steigung von 8 % absolviert worden waren. In weiterer Folge stieg die Strecke in zwei Stufen weiter an und führte über den nicht-kategorisierten Col des Feignes (958 m) auf den Col de la Schlucht (1139 m), dessen letzte 4,3 Kilometer im Schnitt mit 5,4 % anstiegen. Auf der Passhöhe, die bei Kilometer 79,4 erreicht wurde, wurde eine Bergwertung der 3. Kategorie abgenommen. Nun folgte eine 20 Kilometer lange Abfahrt, die die Fahrer nach Munster leitete.
In Munster begann das Finale der Etappe, in dem zwei weitere Pässe überquert wurden. Zunächst nahmen die Fahrer den Petit Ballon (1163 m) in Angriff, dessen schmale Straße für 9,3 Kilometer im Schnitt mit 8,1 % anstieg. Auf der Passhöhe wurde 25,3 Kilometer vor dem Ziel eine Bergwertung der 1. Kategorie abgenommen, ehe eine technisch anspruchsvolle Abfahrt nach Sondernach führte, wo die Straße sofort wieder zu steigen begann. Es folgte die unrhythmische Auffahrt auf den Col du Platzerwasel (1193 m), dessen Kilometerschnitte zwischen 7 und 9 % wechselten. Insgesamt lag die Durchschnittsteigung des 7,1 Kilometer langen Passes bei 8,4 %. 8,2 Kilometer vor dem Ziel erreichten die Fahrer die Passhöhe, auf der eine Bergwertung der 1. Kategorie abgenommen wurde, ehe ein Plateau zum Ziel führte, das auf den ersten vier Kilometern leicht anstieg. Rund 1000 Meter vor dem Ziel erreichten die Fahrer Le Markstein über die D430, ehe eine technische Kurvenkombination über die D131 und D431G auf die D27 führe, wo sich der Zielstrich neben dem großen Parkplatz befand.
|                            | Ort                         | Kilometer | Länge (km) | Höhe (m) | Ø Steigung |
| -------------------------- | --------------------------- | --------- | ---------- | -------- | ---------- |
| neutralisierter Start      | Belfort                     | −6,4      |            |          |            |
| offizieller Start          | Valdoie (D5)                | 0         |            |          |            |
| Bergwertung (2. Kategorie) | Ballon d’Alsace             | 24        | 11,5       | 1173     | 5,2 %      |
| Zwischensprint             | Fresse-sur-Moselle          | 37,2      |            |          |            |
| Bergwertung (2. Kategorie) | Col de la Croix des Moinats | 56,5      | 5,2        | 891      | 7 %        |
| Bergwertung (2. Kategorie) | Col de Grosse Pierre        | 64,9      | 3,2        | 944      | 8 %        |
| Bergwertung (3. Kategorie) | Col de la Schlucht          | 79,4      | 4,3        | 1139     | 5,4 %      |
| Bergwertung (1. Kategorie) | Petit Ballon                | 108,2     | 9,3        | 1163     | 8,1 %      |
| Bergwertung (1. Kategorie) | Col du Platzerwasel         | 125,3     | 7,1        | 1193     | 8,4 %      |
| Ziel                       | Le Markstein                |           |            |          |            |

## Rennverlauf
Auf den ersten flachen Kilometern setzten sich mit Victor Campenaerts und Jasper De Buyst (beide Lotto Dstny) zwei Fahrer vom Hauptfeld ab. Die beiden wurden jedoch im Anstieg des Ballon d’Alsace vom Hauptfeld gestellt, in dem die nächsten Angriffe folgten. Die Lidl-Trek Mannschaft hielt das Fahrerfeld jedoch geschlossen und Giulio Ciccone (Lidl-Trek) sicherte sich die meisten Punkte bei der ersten Bergwertung. In der anschließenden Abfahrt kamen mit Carlos Rodríguez (Ineos Grenadiers) und Sepp Kuss (Jumbo-Visma) zwei Fahrer den Top 10 im Gesamtklassement zu Sturz. Während die beiden das Rennen fortsetzen konnten, musste Victor Lafay (Cofidis), der ebenfalls in den Sturz involviert war, das Rennen aufgeben. In der Abfahrt zerfiel das Hauptfeld in mehrere Gruppen, wobei sich der gesamtführende Jonas Vingegaard (Jumbo-Visma) in einer 18 Fahrer umfassenden Spitzengruppe befand. Mads Pedersen (Lidl-Trek) führte über den Zwischensprint, während die Mannschaften UAE Team Emirates und Ineos Grenadiers versuchten die Lücken zwischen den Gruppen zu schließen. Auf dem nachfolgenden Flachstück ließ sich Jonas Vingegaard gemeinsam mit seinem Teamkollegen Dylan Van Baarle und Michał Kwiatkowski (Ineos Grenadiers) vom Hauptfeld einholen, zudem auch Carlos Rodríguez aufgeschlossen hatte. Giulio Ciccone sicherte sich die Bergwertungen auf dem Col de la Croix des Moinats und Col de Grosse Pierre und baute somit seinen Vorsprung in der Sonderwertung weiter aus. Rund 60 Kilometer vor dem Ziel formierte sich schließlich die Ausreißergruppe des Tages. In dieser waren mit Thibaut Pinot, Valentin Madouas (beide Groupama-FDJ), Thomas Pidcock (Ineos Grenadiers), Chris Harper (Jayco AlUla), Warren Barguil (Arkéa-Samsic), Mattias Skjelmose Jensen, Giulio Ciccone (beide Lidl-Trek), Maxim Van Gils (Lotto Dstny), Kevin Vermaerke (DSM-Firmenich) und Rigoberto Urán (EF Education-EasyPost) zehn Fahrer vertreten.
Die Spitzengruppe erreichte die Passhöhe des Col de la Schlucht mit einem Vorsprung von rund einer Minute. Der Italiener Giulio Ciccone überquerte den Pass als erster und stand somit rein rechnerisch als Gesamtsieger der Bergwertung fest. Im nachfolgenden Anstieg des Petit Ballon zerfiel die Fluchtgruppe, und Thibaut Pinot, der seine letzte Tour de France bestritt, setzte sich allein an die Spitze. Seine Unterstützer hatten auf dem kahlen Gipfel eine Fankurve eingerichtet, und der Franzose wurde auf seinem Weg von tausenden Menschen frenetisch angefeuert. Hinter ihm verweigerte Barguil die Zusammenarbeit mit Pidcock, um Pinot nicht im Weg zu stehen. Pinot überquerte die Passhöhe mit einem Vorsprung von rund 30 Sekunden auf Pidcock, Harper und Barguil, das Hauptfeld folgte mit einer weiteren Minute Rückstand. In der Abfahrt stürzte David Gaudu (Groupama-FDJ) und verlor viel Zeit im Gesamtklassement, da er nicht mehr zur Gruppe ums Gelbe Trikot aufschließen konnte. Im Anstieg des Col du Platzerwasel schlossen Thomas Pidcock und  Warren Barguil zu dem führenden Thibaut Pinot auf, während Chris Harper zurückgefallen war und vom Hauptfeld gestellt wurde, in dem das UAE Team Emirates das Tempo forciert hatte.
Rund 15 Kilometer vor dem Ziel griff Tadej Pogačar (UAE Team Emirates) im unteren Teil des Col du Platzerwasel an und setzte sich gemeinsam mit Jonas Vingegaard von den anderen Gesamtklassement-Fahrern ab. Nachdem das Tempo der beiden abfiel, kam auch Felix Gall (AG2R Citroën) hinzu, der die beiden Ersten des Gesamtklassements zur Spitze des Rennens führte. Nachdem die drei letzten Ausreißer des Tages gestellt worden waren, forcierte Felix Gall das Tempo erneut, wodurch Thibaut Pinot als erster Fahrer zurückfiel. Kurz darauf mussten auch Warren Barguil und Thomas Pidcock das Trio ziehen lassen. Während Felix Gall weiterhin das Tempo an der Spitze des Rennens hochhielt, setzten sich die Zwillingsbrüder Simon Yates (Jayco AlUla) und Adam Yates (UAE Team Emirates) von den weiteren Gesamtklassement-Fahrern ab. Thomas Pidcock blieb bei Carlos Rodríguez, der der neuerlichen Tempoverschärfung nicht folgen hatte können. Felix Gall führte über die Passhöhe des Col du Platzerwasel, ehe die beiden Yates-Brüder rund fünf Kilometer vor dem Ziel zur Spitze des Rennens aufschlossen, an der sich nun fünf Fahrer befanden. Auf den letzten Metern bereitete Adam Yates den Sprint für seinen Mannschaftskollegen Tadej Pogačar vor, der die Etappe vor Felix Gall und Jonas Vingegaard gewann. Hinter der ersten Gruppe erreichte Pello Bilbao (Bahrain Victorious) das Ziel mit einem Rückstand von 33 Sekunden. Jai Hindley (Bora-hansgrohe) erreichte das Ziel als Elfter mit einem Rückstand von 50 Sekunden, dicht gefolgt von Carlos Rodríguez. David Gaudu verlor rund fünf Minuten auf den Etappensieger, während Sepp Kuss als 83. mehr als 20 Minuten verlor.
In der Gesamtwertung holte Tadej Pogačar sechs Sekunden auf Jonas Vingegaard auf, blieb jedoch mit sieben Minuten und 29 Sekunden auf dem zweiten Gesamtrang. Adam Yates sicherte seinen dritten Platz ab und lag vor der abschließenden Etappe in Paris rund eineinhalb Minuten vor seinem Zwillingsbruder Simon Yates, der Carlos Rodríguez vom vierten Gesamtrang verdrängte. Sepp Kuss fiel einen Tag vor dem Ende der Rundfahrt aus den Top 10 und David Gaudu und Guillaume Martin (Cofidis) rückten einen Platz vor. Giulio Ciccone stand als Sieger der Bergwertung fest und auch Jasper Philipsen (Alpecin-Deceuninck), der das Ziel in der vorgegebenen Karenzzeit erreichte, war der Sieg in der Punktewertung nicht mehr zu nehmen. In der Mannschaftswertung blieb das Team Jumbo-Visma an der Spitze. Mit Ausnahme von Victor Lafay erreichten alle 151 Starter das Ziel, wobei Thibaut Pinot in seiner Heimat zum aktivsten Fahrer gewählt wurde.

## Ergebnis
| \| Etappenergebnis \| Etappenergebnis \| Etappenergebnis \| Etappenergebnis \| Etappenergebnis \| \| Fahrer \| Fahrer \| Land \| Team \| Zeit \| \| --------------- \| -------------------------- \| ---------------------- \| ---------------------- \| --------------- \| \| 1. \| Tadej Pogačar \| Slowenien \| UAE Team Emirates \| 3 h 27 min 18 s \| \| 2. \| Felix Gall \| Österreich \| AG2R Citroën Team \| + 0 s \| \| 3. \| Jonas Vingegaard \| Dänemark \| Jumbo-Visma \| + 0 s \| \| 4. \| Simon Yates \| Vereinigtes Königreich \| Team Jayco AlUla \| + 0 s \| \| 5. \| Adam Yates \| Vereinigtes Königreich \| UAE Team Emirates \| + 7 s \| \| 6. \| Warren Barguil \| Frankreich \| Arkéa-Samsic \| + 33 s \| \| 7. \| Thibaut Pinot \| Frankreich \| Groupama-FDJ \| + 33 s \| \| 8. \| Pello Bilbao \| Spanien \| Bahrain Victorious \| + 33 s \| \| 9. \| Tobias Halland Johannessen \| Norwegen \| Uno-X Pro Cycling Team \| + 50 s \| \| 10. \| Rafał Majka \| Polen \| UAE Team Emirates \| + 50 s \| |                            |                        |                        |                 |
| |                            |                        |                        |                 |
| Quelle: ProCyclingStats |                            |                        |                        |                 |
| Etappenergebnis |                            |                        |                        |                 |
| Fahrer | Fahrer                     | Land                   | Team                   | Zeit            |
| 1. | Tadej Pogačar              | Slowenien              | UAE Team Emirates      | 3 h 27 min 18 s |
| 2. | Felix Gall                 | Österreich             | AG2R Citroën Team      | + 0 s           |
| 3. | Jonas Vingegaard           | Dänemark               | Jumbo-Visma            | + 0 s           |
| 4. | Simon Yates                | Vereinigtes Königreich | Team Jayco AlUla       | + 0 s           |
| 5. | Adam Yates                 | Vereinigtes Königreich | UAE Team Emirates      | + 7 s           |
| 6. | Warren Barguil             | Frankreich             | Arkéa-Samsic           | + 33 s          |
| 7. | Thibaut Pinot              | Frankreich             | Groupama-FDJ           | + 33 s          |
| 8. | Pello Bilbao               | Spanien                | Bahrain Victorious     | + 33 s          |
| 9. | Tobias Halland Johannessen | Norwegen               | Uno-X Pro Cycling Team | + 50 s          |
| 10. | Rafał Majka                | Polen                  | UAE Team Emirates      | + 50 s          |

## Gesamtstände
| \| Gesamtwertung \| Gesamtwertung \| Gesamtwertung \| Gesamtwertung \| Gesamtwertung \| \| Fahrer \| Fahrer \| Land \| Team \| Zeit \| \| ------------- \| ---------------- \| ---------------------- \| ------------------ \| ---------------- \| \| 1. \| Jonas Vingegaard \| Dänemark \| Jumbo-Visma \| 79 h 16 min 38 s \| \| 2. \| Tadej Pogačar \| Slowenien \| UAE Team Emirates \| + 7 min 29 s \| \| 3. \| Adam Yates \| Vereinigtes Königreich \| UAE Team Emirates \| + 10 min 56 s \| \| 4. \| Simon Yates \| Vereinigtes Königreich \| Team Jayco AlUla \| + 12 min 23 s \| \| 5. \| Carlos Rodríguez \| Spanien \| Ineos Grenadiers \| + 12 min 57 s \| \| 6. \| Pello Bilbao \| Spanien \| Bahrain Victorious \| + 13 min 27 s \| \| 7. \| Jai Hindley \| Australien \| Bora-Hansgrohe \| + 14 min 44 s \| \| 8. \| Felix Gall \| Österreich \| AG2R Citroën Team \| + 16 min 09 s \| \| 9. \| David Gaudu \| Frankreich \| Groupama-FDJ \| + 23 min 08 s \| \| 10. \| Guillaume Martin \| Frankreich \| Cofidis \| + 26 min 30 s \| |                  |                        |                    |                  |
| |                  |                        |                    |                  |
| Quelle: ProCyclingStats |                  |                        |                    |                  |
| Gesamtwertung |                  |                        |                    |                  |
| Fahrer | Fahrer           | Land                   | Team               | Zeit             |
| 1. | Jonas Vingegaard | Dänemark               | Jumbo-Visma        | 79 h 16 min 38 s |
| 2. | Tadej Pogačar    | Slowenien              | UAE Team Emirates  | + 7 min 29 s     |
| 3. | Adam Yates       | Vereinigtes Königreich | UAE Team Emirates  | + 10 min 56 s    |
| 4. | Simon Yates      | Vereinigtes Königreich | Team Jayco AlUla   | + 12 min 23 s    |
| 5. | Carlos Rodríguez | Spanien                | Ineos Grenadiers   | + 12 min 57 s    |
| 6. | Pello Bilbao     | Spanien                | Bahrain Victorious | + 13 min 27 s    |
| 7. | Jai Hindley      | Australien             | Bora-Hansgrohe     | + 14 min 44 s    |
| 8. | Felix Gall       | Österreich             | AG2R Citroën Team  | + 16 min 09 s    |
| 9. | David Gaudu      | Frankreich             | Groupama-FDJ       | + 23 min 08 s    |
| 10. | Guillaume Martin | Frankreich             | Cofidis            | + 26 min 30 s    |

| Punktewertung | Punktewertung    | Punktewertung          | Punktewertung      | Punktewertung |
| Fahrer        | Fahrer           | Land                   | Team               | Punkte        |
| ------------- | ---------------- | ---------------------- | ------------------ | ------------- |
| 1.            | Jasper Philipsen | Belgien                | Alpecin-Deceuninck | 377 P.        |
| 2.            | Mads Pedersen    | Dänemark               | Lidl-Trek          | 258 P.        |
| 3.            | Bryan Coquard    | Frankreich             | Cofidis            | 188 P.        |
| 4.            | Tadej Pogačar    | Slowenien              | UAE Team Emirates  | 166 P.        |
| 5.            | Jonas Vingegaard | Dänemark               | Jumbo-Visma        | 128 P.        |
| 6.            | Kasper Asgreen   | Dänemark               | Soudal Quick-Step  | 125 P.        |
| 7.            | Jordi Meeus      | Belgien                | Bora-Hansgrohe     | 123 P.        |
| 8.            | Matej Mohorič    | Slowenien              | Bahrain Victorious | 106 P.        |
| 9.            | Pello Bilbao     | Spanien                | Bahrain Victorious | 103 P.        |
| 10.           | Simon Yates      | Vereinigtes Königreich | Team Jayco AlUla   | 95 P.         |

| Bergwertung | Bergwertung                | Bergwertung            | Bergwertung            | Bergwertung |
| Fahrer      | Fahrer                     | Land                   | Team                   | Punkte      |
| ----------- | -------------------------- | ---------------------- | ---------------------- | ----------- |
| 1.          | Giulio Ciccone             | Italien                | Lidl-Trek              | 105 P.      |
| 2.          | Felix Gall                 | Österreich             | AG2R Citroën Team      | 92 P.       |
| 3.          | Jonas Vingegaard           | Dänemark               | Jumbo-Visma            | 89 P.       |
| 4.          | Neilson Powless            | Vereinigte Staaten     | EF Education-EasyPost  | 58 P.       |
| 5.          | Tadej Pogačar              | Slowenien              | UAE Team Emirates      | 55 P.       |
| 6.          | Simon Yates                | Vereinigtes Königreich | Team Jayco AlUla       | 44 P.       |
| 7.          | Tobias Halland Johannessen | Norwegen               | Uno-X Pro Cycling Team | 38 P.       |
| 8.          | Jai Hindley                | Australien             | Bora-Hansgrohe         | 31 P.       |
| 9.          | Michał Kwiatkowski         | Polen                  | Ineos Grenadiers       | 30 P.       |
| 10.         | Mattias Skjelmose          | Dänemark               | Lidl-Trek              | 29 P.       |

| Nachwuchswertung | Nachwuchswertung           | Nachwuchswertung       | Nachwuchswertung       | Nachwuchswertung  |
| Fahrer           | Fahrer                     | Land                   | Team                   | Zeit              |
| ---------------- | -------------------------- | ---------------------- | ---------------------- | ----------------- |
| 1.               | Tadej Pogačar              | Slowenien              | UAE Team Emirates      | 79 h 24 min 07 s  |
| 2.               | Carlos Rodríguez           | Spanien                | Ineos Grenadiers       | + 5 min 28 s      |
| 3.               | Felix Gall                 | Österreich             | AG2R Citroën Team      | + 8 min 40 s      |
| 4.               | Thomas Pidcock             | Vereinigtes Königreich | Ineos Grenadiers       | + 40 min 23 s     |
| 5.               | Mattias Skjelmose          | Dänemark               | Lidl-Trek              | + 2 h 07 min 58 s |
| 6.               | Tobias Halland Johannessen | Norwegen               | Uno-X Pro Cycling Team | + 2 h 08 min 04 s |
| 7.               | Mathieu Burgaudeau         | Frankreich             | TotalEnergies          | + 2 h 13 min 44 s |
| 8.               | Clément Champoussin        | Frankreich             | Arkéa-Samsic           | + 2 h 50 min 38 s |
| 9.               | Matthew Dinham             | Australien             | Team DSM-Firmenich     | + 3 h 06 min 03 s |
| 10.              | Maxim Van Gils             | Belgien                | Lotto Dstny            | + 3 h 10 min 20 s |

| Mannschaftswertung | Mannschaftswertung  | Mannschaftswertung           | Mannschaftswertung |
| Team               | Team                | Land                         | Zeit               |
| ------------------ | ------------------- | ---------------------------- | ------------------ |
| 1.                 | Jumbo-Visma         | Niederlande                  | 238 h 31 min 02 s  |
| 2.                 | UAE Team Emirates   | Vereinigte Arabische Emirate | + 13 min 49 s      |
| 3.                 | Ineos Grenadiers    | Vereinigtes Königreich       | + 27 min 38 s      |
| 4.                 | Bahrain Victorious  | Bahrain                      | + 28 min 37 s      |
| 5.                 | Groupama-FDJ        | Frankreich                   | + 57 min 20 s      |
| 6.                 | AG2R Citroën Team   | Frankreich                   | + 1 h 51 min 00 s  |
| 7.                 | Bora-Hansgrohe      | Deutschland                  | + 2 h 05 min 08 s  |
| 8.                 | Israel-Premier Tech | Israel                       | + 4 h 33 min 49 s  |
| 9.                 | Movistar Team       | Spanien                      | + 4 h 37 min 33 s  |
| 10.                | Arkéa-Samsic        | Frankreich                   | + 5 h 12 min 45 s  |

## Ausgeschiedene Fahrer
- Victor Lafay (Cofidis): wegen Sturzverletzungen während der Etappe aufgegeben[5]